# Апокалипсис (серия гравюр)

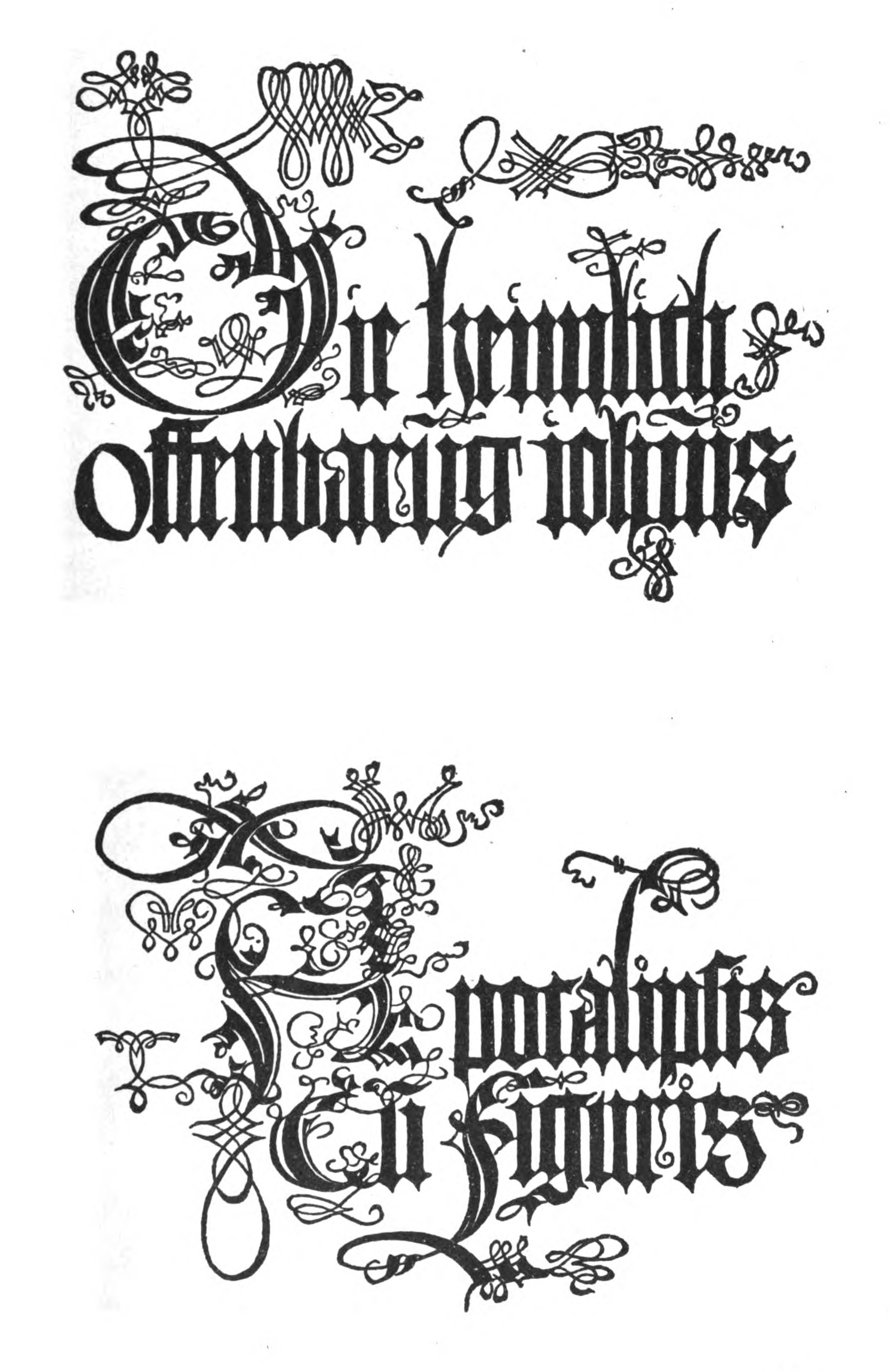
Фронтиспис первого издания 1498 года

Апокалипсис (лат. Apocalypsis cum Figuris) — знаменитая серия гравюр на дереве немецкого живописца, рисовальщика и гравёра Альбрехта Дюрера, созданная им в 1496—1498 годах после первого путешествия в Италию. Серия из пятнадцати гравюр, иллюстрирующая Откровение Иоанна Богослова, выполнена в традиционной технике ксилографии (обрезной, или «продольной», гравюры на дереве). Впервые опубликована в 1498 году в Нюрнберге на латыни и немецком языке. Популярность гравюр серии была связана с широко распространённым в это время ожиданием конца света в 1500 году. В 1511 году опубликовано второе издание, для которого Дюрер создал ещё одну гравюру для фронтисписа. Самая известная гравюра серии — «Четыре всадника Апокалипсиса».
При создании гравюр Дюрер опирался на работы предшественников: Библию Кобергера и Библию Грюнингера. Цикл Дюрера вызвал большое число подражаний, наиболее известным среди них стала серия из 28 гравюр к Апокалипсису Жана Дюве (1546—1555).
«Наполненный неистовым драматизмом, интеллектуально один из самых значительных живописных циклов в европейском искусстве и, пожалуй, самый важный в наследии Дюрера, Апокалипсис положил начало новой вехе в творчестве художника и принёс ему мировую славу».

## Фронтиспис издания 1511 года

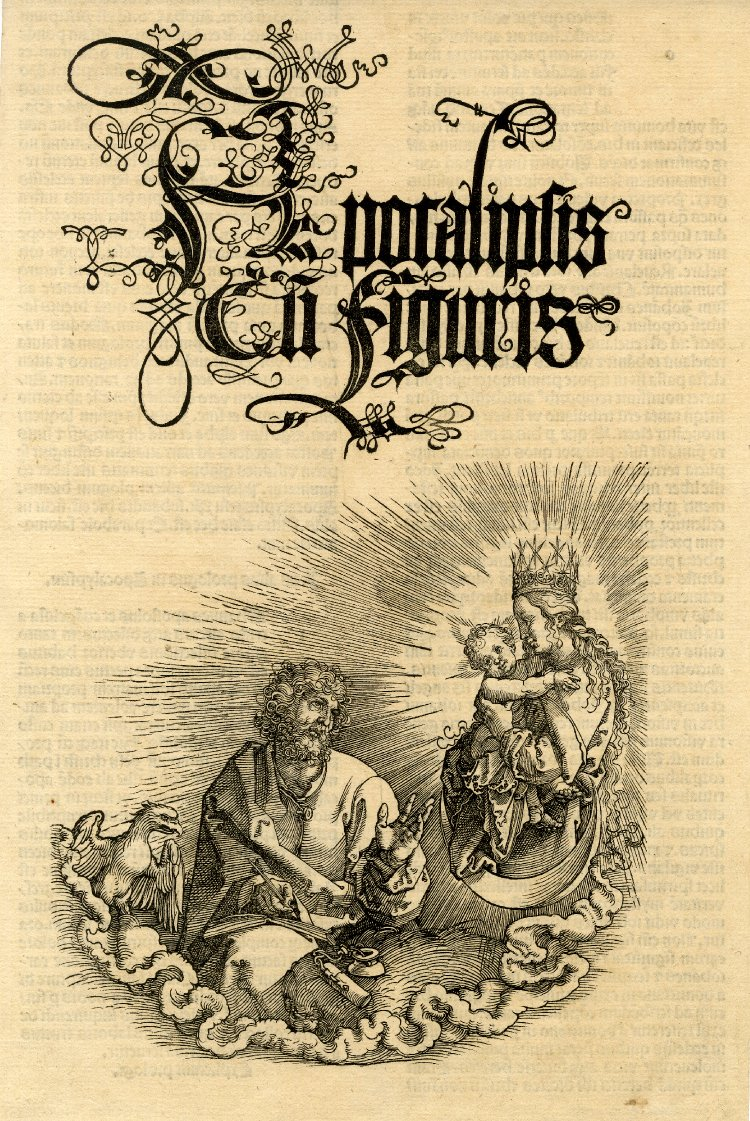
Фронтиспис второго издания. 1511

На гравюре изображены Богоматерь с Младенцем и Иоанн Богослов. Богоматерь опирается на полумесяц и носит венец из звёзд в соответствии с текстом Откровения (Глава 12):

 1 И явилось на небе великое знамение: жена, облеченная в солнце; под ногами её луна, и на главе её венец из двенадцати звезд.

Расположенный рядом Иоанн с пером в руке держит на коленях книгу, перед ним чернильница и коробочка с перьями. Левее — орёл, иконографический знак Иоанна Богослова. На этой и на других гравюрах серии Дюрер отделяет Небеса от земли облаками.

## 1. Мученичество Иоанна Богослова

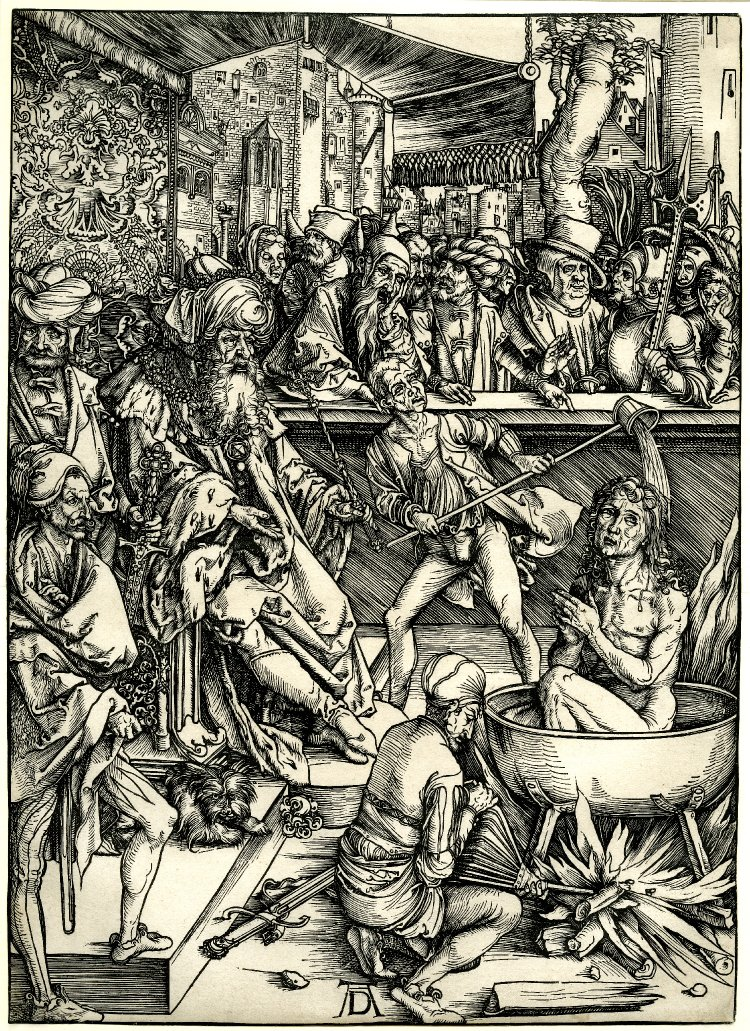
Мученичество Иоанна Богослова. 1496—1497

Первая гравюра посвящена иллюстрации не Откровения, а жизни святого. Согласно легенде, Иоанн был приговорён к смерти за отказ поклоняться языческим богам — его варили в кипящем масле. Однако он остался невредим и был сослан на остров Патмос, где и написал Откровение.
Справа на гравюре изображён котёл, в котором находится Иоанн, он сосредоточенно молится. Один из мучителей раздувает мехами костёр, другой льёт на Иоанна кипящее масло. Слева восседающий на троне император Домициан и его придворный с мечом, оба одеты турками — обычный для того времени способ изображения врагов Христа. В левом углу в плаще внимательный наблюдатель (некоторые усматривают сходство с самим Дюрером). За балюстрадой видна небольшая площадь типичного немецкого города. В толпе солдаты и граждане, по-разному реагирующие на происходящее, одни сочувствуют Иоанну, другие смотрят осуждающе.

## 2. Видение Иоанном семи светильников

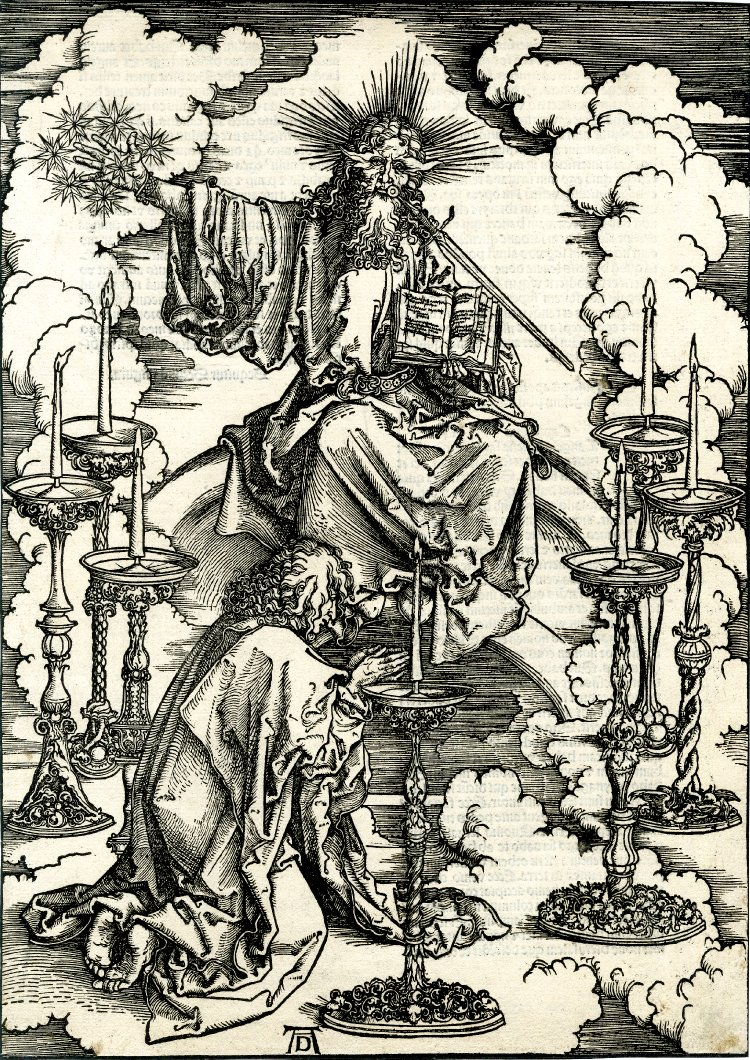
Видение Иоанном семи светильников. 1496—1498

На гравюре Дюрер иллюстрирует Главу 1 Откровения:

12 Я обратился, чтобы увидеть, чей голос, говоривший со мною; и обратившись, увидел семь золотых светильников
13 и, посреди семи светильников, подобного Сыну Человеческому, облеченного в подир и по персям опоясанного золотым поясом:
14 глава Его и волосы белы, как белая волна, как снег; и очи Его, как пламень огненный;
15 и ноги Его подобны халколивану, как раскаленные в печи, и голос Его, как шум вод многих.
16 Он держал в деснице Своей семь звезд, и из уст Его выходил острый с обеих сторон меч; и лице Его, как солнце, сияющее в силе своей.

В центре на двойной радуге восседает Христос. В правой руке у него семь звёзд, из уст выходит меч. Слева внизу на коленях на облаке Иоанн. Вокруг Христа на облаках расположено семь огромных светильников. Все они различны и очень изысканны (есть две версии — либо это воспоминание Дюрера об опытах работы с золотом, либо впечатления, вывезенные из Италии). Пламя одного из светильников отклонилось.
Согласно Главе 1, 20, — «семь звезд суть Ангелы семи церквей; а семь светильников, …, суть семь церквей».

## 3. Иоанн перед Богом и двадцатью четырьмя старцами

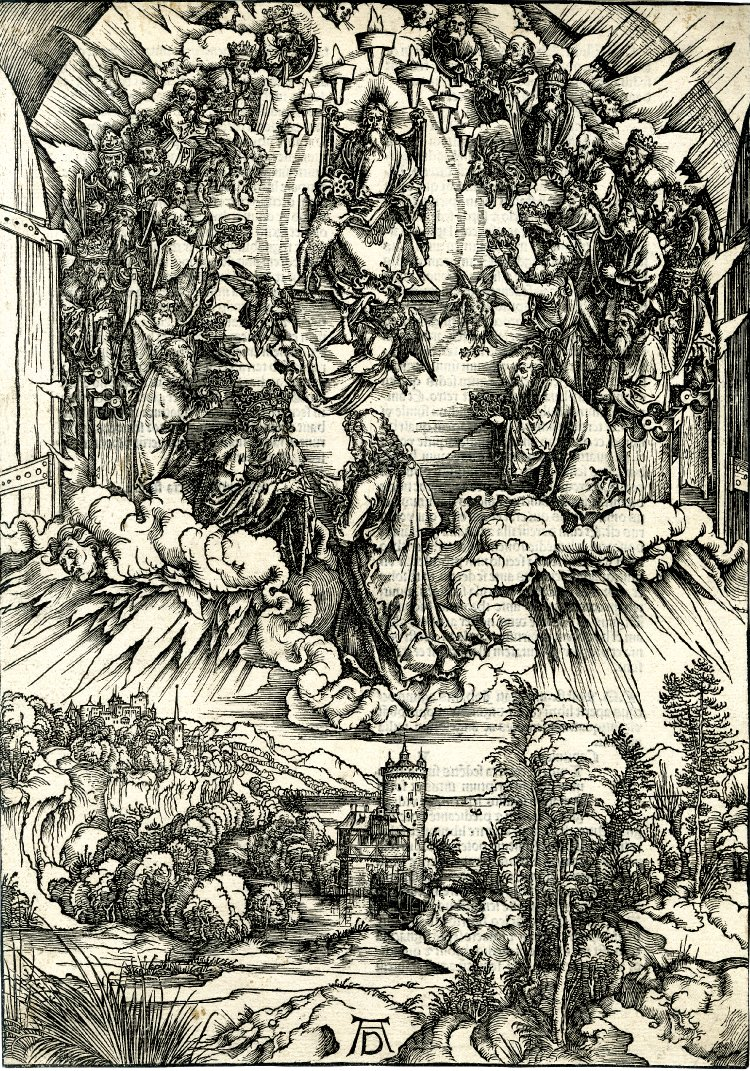
Иоанн перед Богом и двадцатью четырьмя старцами. 1496

На гравюре Дюрер иллюстрирует Главы 4 и 5 Откровения:

1 После сего я взглянул, и вот, дверь отверста на небе, и прежний голос, который я слышал как бы звук трубы, говоривший со мною, сказал: взойди сюда, и покажу тебе, чему надлежит быть после сего.
2 И тотчас я был в духе; и вот, престол стоял на небе, и на престоле был Сидящий;
3 и Сей Сидящий видом был подобен камню яспису и сардису; и радуга вокруг престола, видом подобная смарагду.
4 И вокруг престола двадцать четыре престола; а на престолах видел я сидевших двадцать четыре старца, которые облечены были в белые одежды и имели на головах своих золотые венцы.
5 И от престола исходили молнии и громы и гласы, и семь светильников огненных горели перед престолом, которые суть семь духов Божиих;
6 и перед престолом море стеклянное, подобное кристаллу; и посреди престола и вокруг престола четыре животных, исполненных очей спереди и сзади.
7 И первое животное было подобно льву, и второе животное подобно тельцу, и третье животное имело лице, как человек, и четвертое животное подобно орлу летящему.
8 И каждое из четырех животных имело по шести крыл вокруг, а внутри они исполнены очей; и ни днем, ни ночью не имеют покоя, взывая: свят, свят, свят Господь Бог Вседержитель, Который был, есть и грядет.
…
1 И видел я в деснице у Сидящего на престоле книгу, написанную внутри и отвне, запечатанную семью печатями.
2 И видел я Ангела сильного, провозглашающего громким голосом: кто достоин раскрыть сию книгу и снять печати её?
3 И никто не мог, ни на небе, ни на земле, ни под землею, раскрыть сию книгу, ни посмотреть в неё.
4 И я много плакал о том, что никого не нашлось достойного раскрыть и читать сию книгу, и даже посмотреть в неё.
5 И один из старцев сказал мне: не плачь; вот, лев от колена Иудина, корень Давидов, победил, и может раскрыть сию книгу и снять семь печатей её.
6 И я взглянул, и вот, посреди престола и четырех животных и посреди старцев стоял Агнец как бы закланный, имеющий семь рогов и семь очей, которые суть семь духов Божиих, посланных во всю землю.
7 И Он пришел и взял книгу из десницы Сидящего на престоле.

В верхней части гравюры распахнуты Небесные врата, и видно сидящего на престоле Бога с Книгой Жизни. Над ним семь светильников. Рядом с ним Агнец с семью рогами и семью очами. Вокруг них четверо шестикрылых животных. К Иоанну, стоящему на
коленях, обращается один из двадцати четырёх старцев. Все они различаются лицом и одеждой.
В нижней части гравюры, отделённой от верхней облаками, — тихий мирный пейзаж с замком — мост опущен, ворота открыты. Ничто не предвещает бедствий, которые скоро обрушатся на Землю.

## 4. Четыре всадника Апокалипсиса

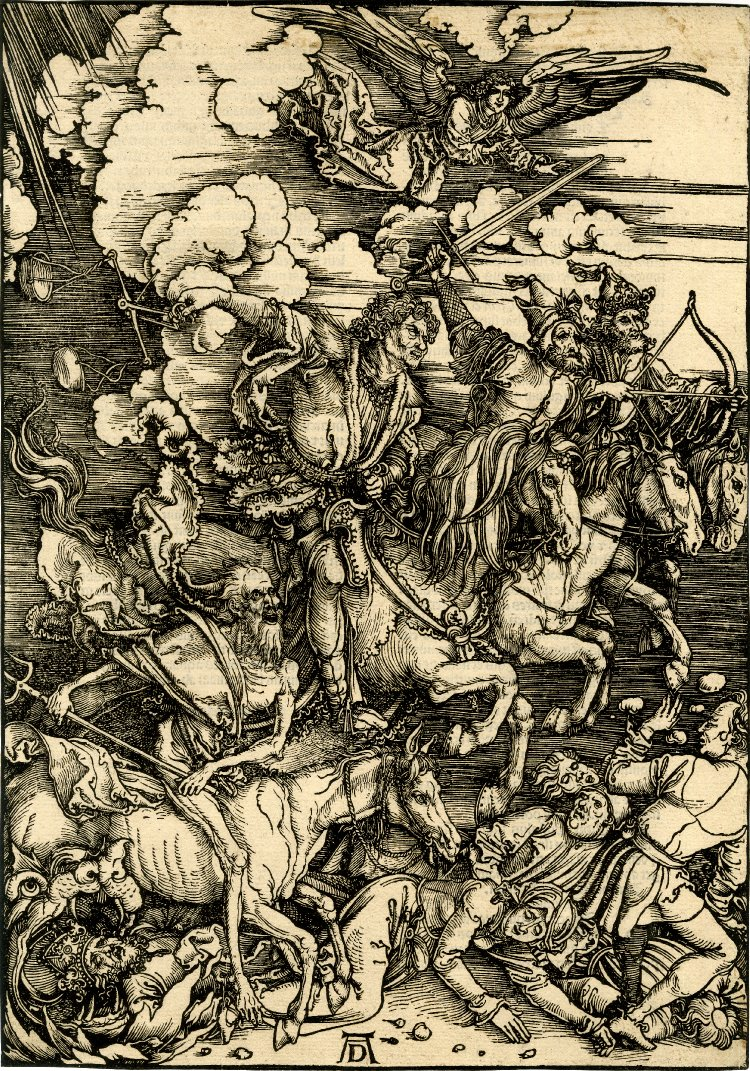
Четыре всадника Апокалипсиса. 1497—1498

Шедевр серии иллюстрирует Главу 6 Откровения:

1 И я видел, что Агнец снял первую из семи печатей, и я услышал одно из четырех животных, говорящее как бы громовым голосом: иди и смотри.
2 Я взглянул, и вот, конь белый, и на нем всадник, имеющий лук, и дан был ему венец; и вышел он как победоносный, и чтобы победить.
3 И когда он снял вторую печать, я слышал второе животное, говорящее: иди и смотри.
4 И вышел другой конь, рыжий; и сидящему на нем дано взять мир с земли, и чтобы убивали друг друга; и дан ему большой меч.
5 И когда Он снял третью печать, я слышал третье животное, говорящее: иди и смотри. Я взглянул, и вот, конь вороной, и на нем всадник, имеющий меру в руке своей.
6 И слышал я голос посреди четырех животных, говорящий: хиникс пшеницы за динарий, и три хиникса ячменя за динарий; елея же и вина не повреждай.
7 И когда Он снял четвертую печать, я слышал голос четвертого животного, говорящий: иди и смотри.
8 И я взглянул, и вот, конь бледный, и на нем всадник, которому имя «смерть»; и ад следовал за ним; и дана ему власть над четвертою частью земли — умерщвлять мечом и голодом, и мором и зверями земными.

Изображено четыре всадника (справа налево): первый — Завоевание с венцом и луком; второй — Война с мечом; третий — Голод с весами; четвертый — Смерть, в отличие от других всадников на неподкованном неосёдланном тощем коне. Дюрер отошёл от привычного представления Смерти в виде ухмыляющегося скелета с косой, он изобразил Смерть в виде худого бородатого старика с трезубцем.
Дюрер представил в левом нижнем углу гравюры чудовище с широко распахнутой пастью. Люди из различных слоёв населения тщетно пытаются избегнуть этого чудовища: это правитель, чей головной убор представляет собой смесь царской короны и митры епископа, хорошо одетая горожанка, бюргер, крестьянин и другие.

## 5. Снятие пятой и шестой печатей

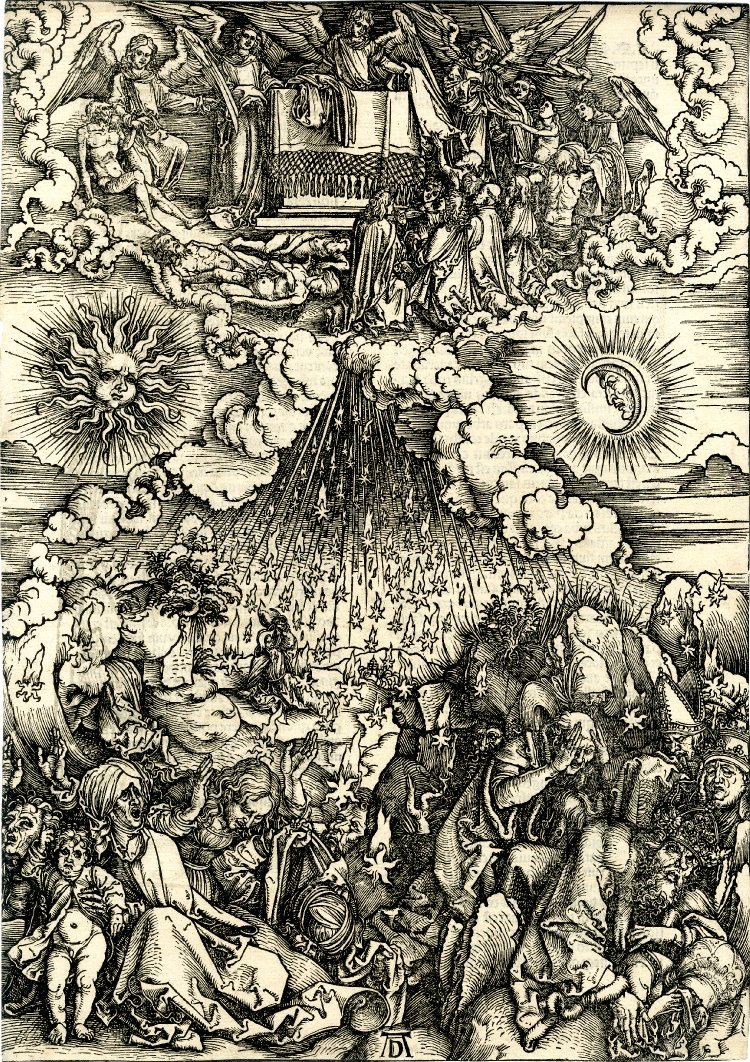
Снятие пятой и шестой печатей. 1497—1498

На гравюре Дюрер продолжает иллюстрировать Главу 6 Откровения:

9 И когда Он снял пятую печать, я увидел под жертвенником души убиенных за слово Божие и за свидетельство, которое они имели.
10 И возопили они громким голосом, говоря: доколе, Владыка Святый и Истинный, не судишь и не мстишь живущим на земле за кровь нашу?
11 И даны были каждому из них одежды белые, и сказано им, чтобы они успокоились еще на малое время, пока и сотрудники их и братья их, которые будут убиты, как и они, дополнят число.
12 И когда Он снял шестую печать, я взглянул, и вот, произошло великое землетрясение, и солнце стало мрачно как власяница, и луна сделалась как кровь.
13 И звезды небесные пали на землю, как смоковница, потрясаемая сильным ветром, роняет незрелые смоквы свои.
14 И небо скрылось, свившись как свиток; и всякая гора и остров двинулись с мест своих.
15 И цари земные, и вельможи, и богатые, и тысяченачальники, и сильные, и всякий раб, и всякий свободный скрылись в пещеры и в ущелья гор,
16 и говорят горам и камням: падите на нас и сокройте нас от лица Сидящего на престоле и от гнева Агнца;
17 ибо пришел великий день гнева Его, и кто может устоять?

В верхней части гравюры изображён алтарь, окружающие его ангелы раздают праведникам белые одежды. Слева Солнце, «мрачно как власяница», справа Луна «как кровь» с человеческими лицами.
В нижней части гравюры изображён дождь из небесных звёзд, который падает на невинных слева и виновных справа. Среди виновных «и цари земные, и вельможи, и богатые, и тысяченачальники»: папа с тиарой, царь с короной, епископ с митрой и другие вельможи.

## 6. Четыре ангела, сдерживающих ветры, и 144000 запечатлённых

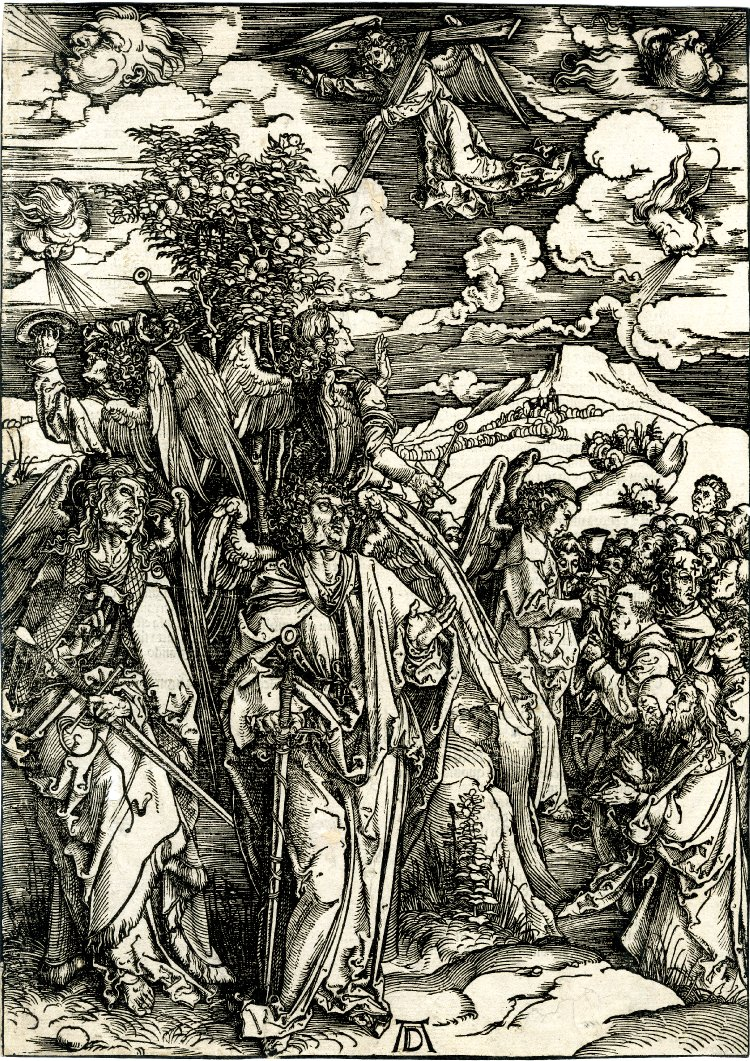
Четыре ангела, сдерживающих ветры, и 144000 запечатлённых. 1497—1498

На гравюре Дюрер иллюстрирует Главу 7 Откровения:

1 И после сего видел я четырех Ангелов, стоящих на четырех углах земли, держащих четыре ветра земли, чтобы не дул ветер ни на землю, ни на море, ни на какое дерево.
2 И видел я иного Ангела, восходящего от востока солнца и имеющего печать Бога живаго. И воскликнул он громким голосом к четырем Ангелам, которым дано вредить земле и морю, говоря:
3 не делайте вреда ни земле, ни морю, ни деревам, доколе не положим печати на челах рабов Бога нашего.
4 И я слышал число запечатленных: запечатленных было сто сорок четыре тысячи из всех колен сынов Израилевых.

Ветры в соответствии с традицией изображены в виде четырёх дующих голов. Два ангела с мечами, а один из них и со щитом, сдерживают ветры, а остальные два просто наблюдают за своими ветрами. Справа ангел ставит на лбу праведников кресты. Наверху ангел с Т-образным крестом приветствует Древо Жизни.

## 7. Поклонение Богу и Агнцу
9 После сего взглянул я, и вот, великое множество людей, которого никто не мог перечесть, из всех племен и колен, и народов и языков, стояло пред престолом и пред Агнцем в белых одеждах и с пальмовыми ветвями в руках своих.
10 И восклицали громким голосом, говоря: спасение Богу нашему, сидящему на престоле, и Агнцу!
11 И все Ангелы стояли вокруг престола и старцев и четырех животных, и пали перед престолом на лица свои, и поклонились Богу,
12 говоря: аминь! благословение и слава, и премудрость и благодарение, и честь и сила и крепость Богу нашему во веки веков!
Аминь.
13 И, начав речь, один из старцев спросил меня: сии облеченные в белые одежды кто, и откуда пришли?
14 Я сказал ему: ты знаешь, господин. И он сказал мне: это те, которые пришли от великой скорби; они омыли одежды свои и убелили одежды свои Кровию Агнца.
15 За это они пребывают ныне перед престолом Бога и служат Ему день и ночь в храме Его, и Сидящий на престоле будет обитать в них.
16 Они не будут уже ни алкать, ни жаждать, и не будет палить их солнце и никакой зной:
17 ибо Агнец, Который среди престола, будет пасти их и водить их на живые источники вод; и отрет Бог всякую слезу с очей их.

В верхней части гравюры на двойной радуге стоит Агнец. Вокруг него четверо шестикрылых животных и 24 старца, один из которых собирает в чашу кровь Агнца, чтобы праведники могли омыть одежды.
В центре праведники в белых одеждах с пальмовыми ветвями в руках поклоняются Богу и Агнцу.
В нижней части гравюры один из старцев общается с Иоанном, который в отличие от третьей гравюры цикла находится на Патмосе, внизу Дюрер нарисовал пейзаж острова.

## 8. Снятие седьмой печати, первые четыре трубы

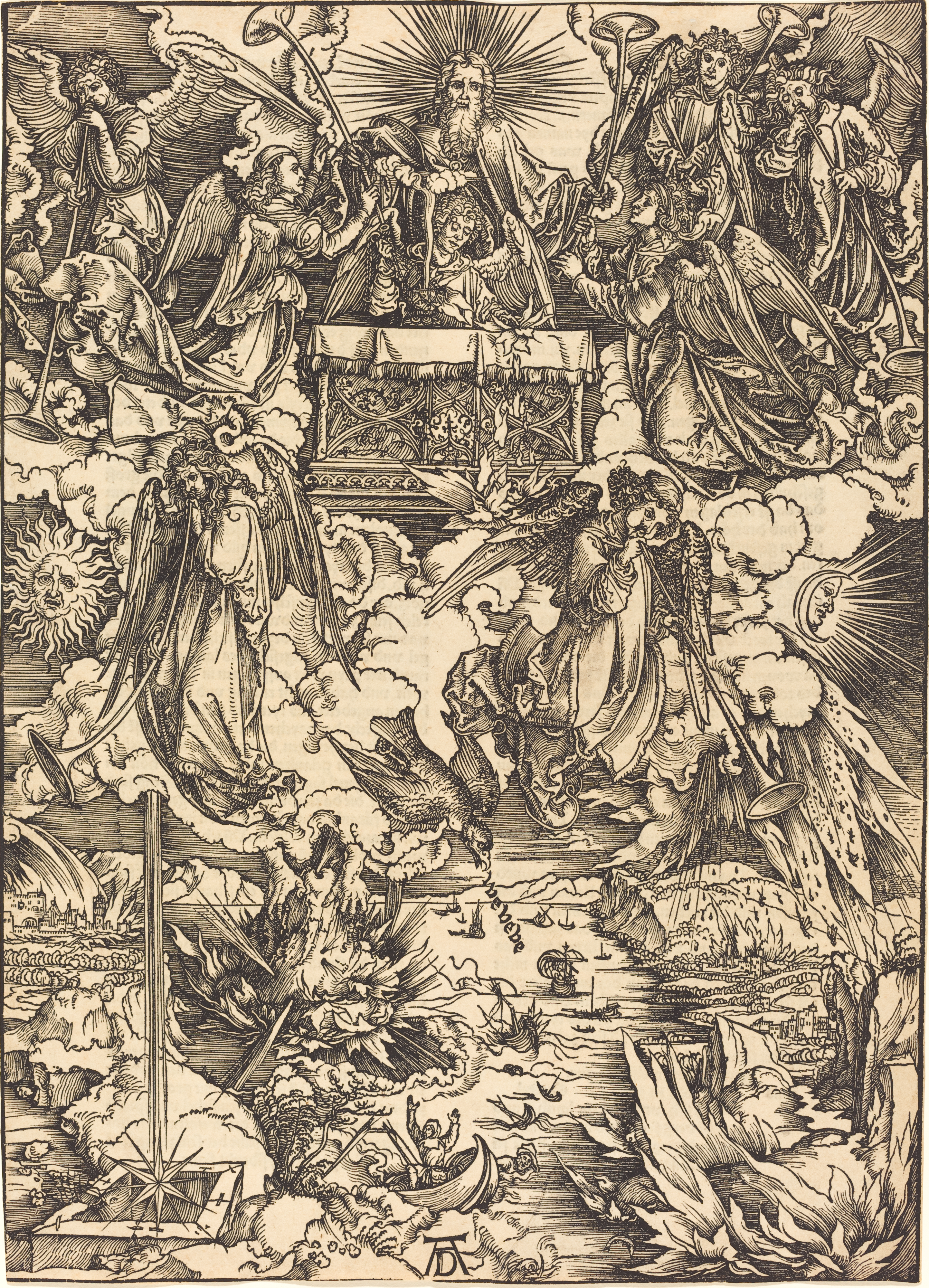
Снятие седьмой печати, первые четыре трубы. 1496—1497

На гравюре Дюрер иллюстрирует Главу 8 Откровения:

1 И когда Он снял седьмую печать, сделалось безмолвие на небе, как бы на полчаса.
2 И я видел семь Ангелов, которые стояли пред Богом; и дано им семь труб.
3 И пришел иной Ангел, и стал перед жертвенником, держа золотую кадильницу; и дано было ему множество фимиама, чтобы он с молитвами всех святых возложил его на золотой жертвенник, который перед престолом.
4 И вознесся дым фимиама с молитвами святых от руки Ангела пред Бога.
5 И взял Ангел кадильницу, и наполнил её огнём с жертвенника, и поверг на землю: и произошли голоса и громы, и молнии и землетрясение.
6 И семь Ангелов, имеющие семь труб, приготовились трубить.
7 Первый Ангел вострубил, и сделались град и огонь, смешанные с кровью, и пали на землю; и третья часть дерев сгорела, и вся трава зеленая сгорела.
8 Второй Ангел вострубил, и как бы большая гора, пылающая огнём, низверглась в море; и третья часть моря сделалась кровью,
9 и умерла третья часть одушевленных тварей, живущих в море, и третья часть судов погибла.
10 Третий ангел вострубил, и упала с неба большая звезда, горящая подобно светильнику, и пала на третью часть рек и на источники вод.
11 Имя сей звезде «полынь»; и третья часть вод сделалась полынью, и многие из людей умерли от вод, потому что они стали горьки.
12 Четвертый Ангел вострубил, и поражена была третья часть солнца и третья часть луны и третья часть звезд, так что затмилась третья часть их, и третья часть дня не светла была — так, как и ночи.
13 И видел я и слышал одного Ангела, летящего посреди неба и говорящего громким голосом: горе, горе, горе живущим на земле от остальных трубных голосов трех Ангелов, которые будут трубить!

В верхней части гравюры изображён престол, находящийся за ним ангел повергает на землю огонь. Вокруг престола семь ангелов с трубами, четверо из них уже вострубили. Ангела посреди неба Дюрер изобразил в виде орла, «говорящего громким голосом: горе, горе, горе».
В нижней части гравюры справа град и огонь падают на землю, в центре большая гора низвергается в море, где гибнут суда, слева большая звезда падает в колодец. Солнце и Луна изображены на тёмном фоне, то есть, умерившими свой блеск.

## 9. Четыре ангела Смерти

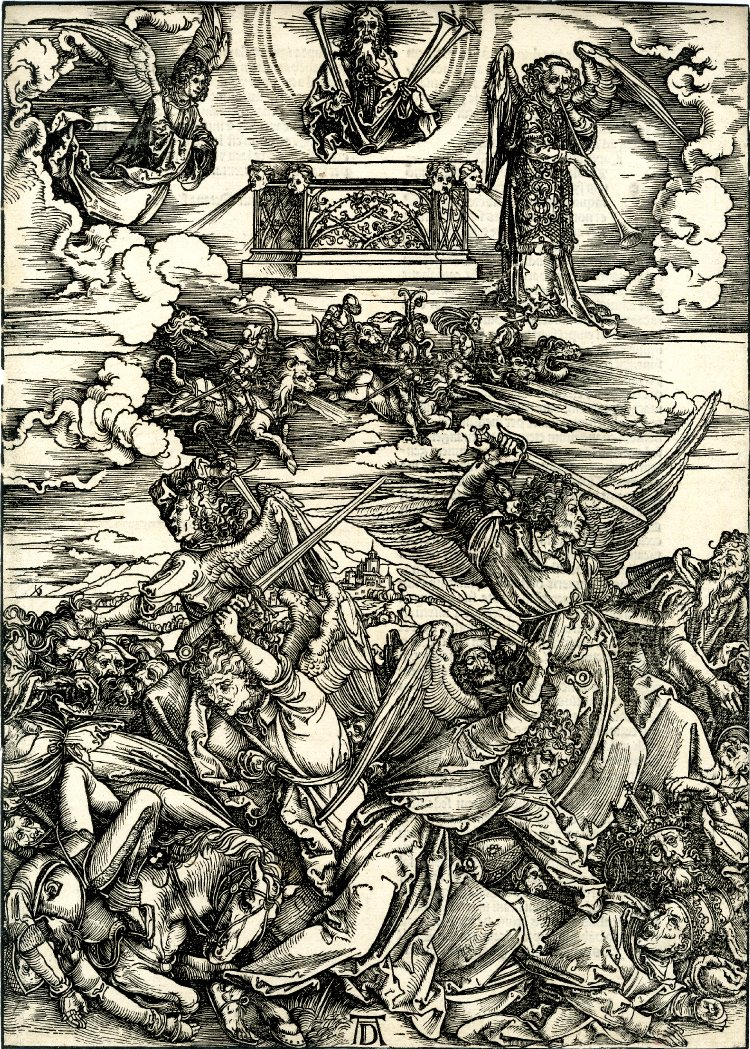
9. Четыре ангела Смерти. 1496—1498

Дюрер иллюстрирует Главу 9 Откровения:

13 Шестой Ангел вострубил, и я услышал один голос от четырех рогов золотого жертвенника, стоящего пред Богом,
14 говоривший шестому Ангелу, имевшему трубу: освободи четырех Ангелов, связанных при великой реке Евфрате.
15 И освобождены были четыре Ангела, приготовленные на час и день, и месяц и год, для того, чтобы умертвить третью часть людей.
16 Число конного войска было две тьмы тем; и я слышал число его.
17 Так видел я в видении коней и на них всадников, которые имели на себе брони огненные, гиацинтовые и серные; головы у коней — как головы у львов, и изо рта их выходил огонь, дым и сера.
18 От этих трех язв, от огня, дыма и серы, выходящих изо рта их, умерла третья часть людей;
19 ибо сила коней заключалась во рту их и в хвостах их; а хвосты их были подобны змеям, и имели головы, и ими они вредили.
20 Прочие же люди, которые не умерли от этих язв, не раскаялись в делах рук своих, так чтобы не поклоняться бесам и золотым, серебряным, медным, каменным и деревянным идолам, которые не могут ни видеть, ни слышать, ни ходить.
21 И не раскаялись они в убийствах своих, ни в чародействах своих, ни в блудодеянии своем, ни в воровстве своем.

В верхней части гравюры Бог с четырьмя трубами, перед ним золотой жертвенник. Справа трубит Шестой Ангел. Под жертвенником всадники, «головы у коней — как головы у львов».
В нижней части гравюры четыре ангела мечами умертвляют людей. Один из них занёс меч над женщиной, которую держит за волосы, другой готовится поразить упавшего с лошади рыцаря, третий убивает папу, четвёртый — бородатого старика.

## 10. Иоанн съедает книгу

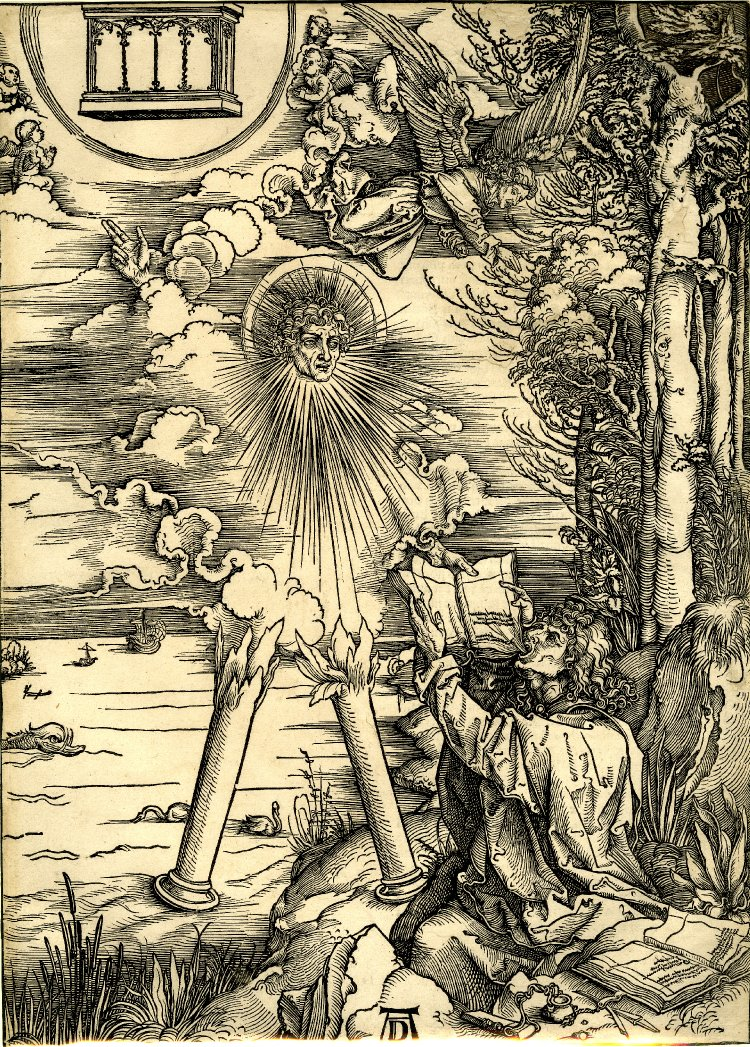
Иоанн съедает книгу. 1498

На гравюре Дюрер иллюстрирует Главу 10 Откровения:

1 И видел я другого Ангела сильного, сходящего с неба, облеченного облаком; над головою его была радуга, и лице его как солнце, и ноги его как столпы огненные,
2 в руке у него была книжка раскрытая. И поставил он правую ногу свою на море, а левую на землю,
3 и воскликнул громким голосом, как рыкает лев; и когда он воскликнул, тогда семь громов проговорили голосами своими.
4 И когда семь громов проговорили голосами своими, я хотел было писать; но услышал голос с неба, говорящий мне: скрой, что говорили семь громов, и не пиши сего.
5 И Ангел, которого я видел стоящим на море и на земле, поднял руку свою к небу
6 и клялся Живущим во веки веков, Который сотворил небо и все, что на нем, землю и все, что на ней, и море и все, что в нем, что времени уже не будет;
7 но в те дни, когда возгласит седьмой Ангел, когда он вострубит, совершится тайна Божия, как Он благовествовал рабам Своим пророкам.
8 И голос, который я слышал с неба, опять стал говорить со мною, и сказал: пойди, возьми раскрытую книжку из руки Ангела, стоящего на море и на земле.
9 И я пошел к Ангелу, и сказал ему: дай мне книжку. Он сказал мне: возьми и съешь её; она будет горька во чреве твоем, но в устах твоих будет сладка, как мед.
10 И взял я книжку из руки Ангела, и съел её; и она в устах моих была сладка, как мед; когда же съел её, то горько стало во чреве моем.
11 И сказал он мне: тебе надлежит опять пророчествовать о народах и племенах, и языках и царях многих.

Дюрер старается по возможности точно воспроизвести на гравюре текст Откровения. Он изобразил Ангела с раскрытой книгой, которую ест Иоанн. Иоанн находится на Патмосе, вокруг острова плавают лебеди, дельфин и парусные корабли. Рядом с Иоанном Откровение, которое он записывает, видны перья и чернильница.

## 11. Жена, облечённая в солнце, и семиглавый дракон

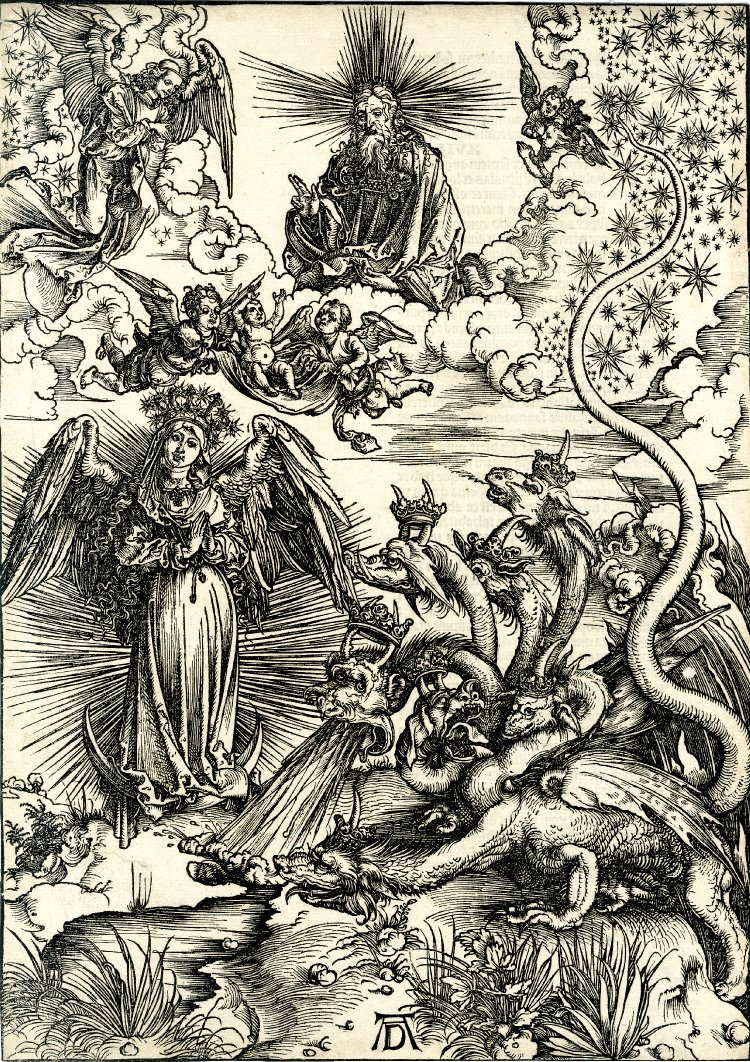
11. Жена, облечённая в солнце, и семиглавый дракон. 1497

Дюрер иллюстрирует Главу 12 Откровения:

1 И явилось на небе великое знамение: жена, облеченная в солнце; под ногами её луна, и на главе её венец из двенадцати звезд.
2 Она имела во чреве, и кричала от болей и мук рождения.
3 И другое знамение явилось на небе: вот, большой красный дракон с семью головами и десятью рогами, и на головах его семь диадим.
4 Хвост его увлек с неба третью часть звезд и поверг их на землю. Дракон сей стал перед женою, которой надлежало родить, дабы, когда она родит, пожрать её младенца.
5 И родила она младенца мужеского пола, которому надлежит пасти все народы жезлом железным; и восхищено было дитя её к Богу и престолу Его.
…
14 И даны были жене два крыла большого орла, чтобы она летела в пустыню в своё место от лица змия и там питалась в продолжение времени, времен и полвремени.
15 И пустил змий из пасти своей вслед жены воду как реку, дабы увлечь её рекою.

Слева на гравюре изображена жена, облечённая в солнце, как и на фронтисписе 1511 года — это Богоматерь. Рождённого ею ребёнка два ангела относят к Богу. Справа находится дракон с семью головами, одна из них изрыгает воду. В изображении дракона Дюрер продемонстрировал свою фантазию: все головы различны, есть там похожие на верблюжью, кабанью, овечью…

## 12. Битва архангела Михаила с драконом

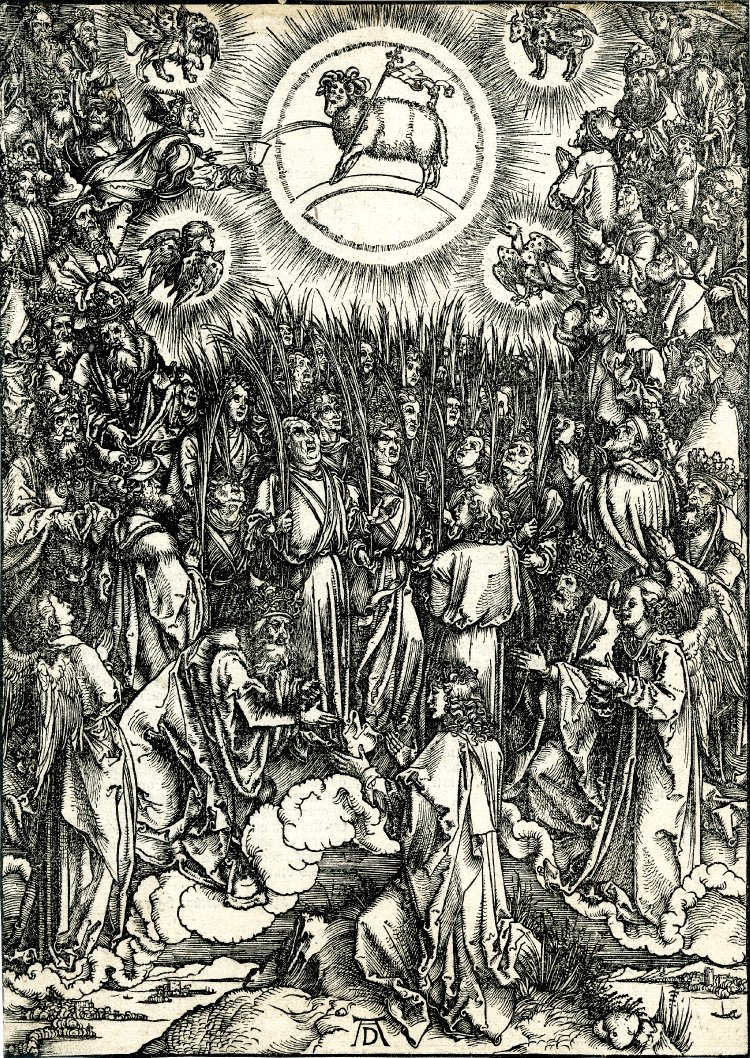
7. Поклонение Богу и Агнцу. 1497—1498

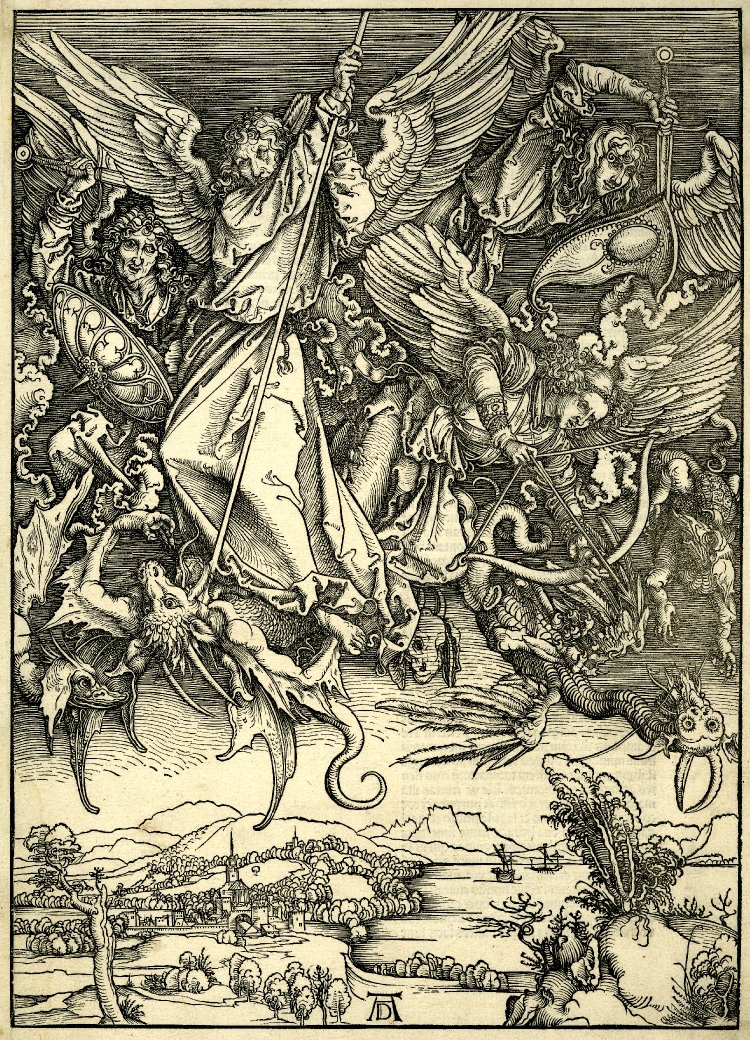
Битва архангела Михаила с драконом. 1498

На гравюре Дюрер продолжает иллюстрировать Главу 12 Откровения:

7 И произошла на небе война: Михаил и Ангелы его воевали против дракона, и дракон и ангелы его воевали против них,
8 но не устояли, и не нашлось уже для них места на небе.
9 И низвержен был великий дракон, древний змий, называемый диаволом и сатаною, обольщающий всю вселенную, низвержен на землю, и ангелы его низвержены с ним.

В верхней части гравюры доминирующую роль играет архангел Михаил, поражающий дракона копьём. Три других ангела сражаются с монстрами.
В нижней части гравюры Дюрер изобразил мирный пейзаж, похожий на пейзаж с третьей гравюры, те же красноречивые детали — замок с открытыми воротами и опущенным мостом.

## 13. Зверь с семью головами и зверь с рогами агнца

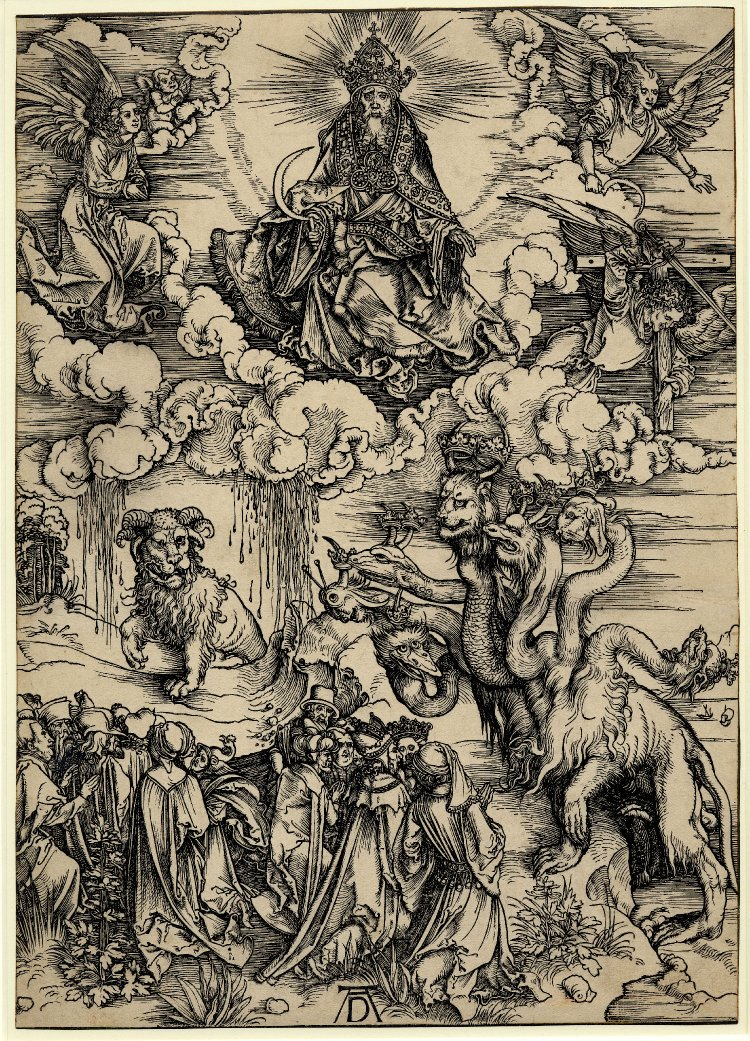
13. Зверь с семью головами и зверь с рогами агнца. 1496—1497

На гравюре Дюрер иллюстрирует два фрагмента Откровения. Первый из главы 13:

1 И стал я на песке морском, и увидел выходящего из моря зверя с семью головами и десятью рогами: на рогах его было десять диадим, а на головах его имена богохульные.
2 Зверь, которого я видел, был подобен барсу; ноги у него — как у медведя, а пасть у него — как пасть у льва; и дал ему дракон силу свою и престол свой и великую власть.
3 И видел я, что одна из голов его как бы смертельно была ранена, но эта смертельная рана исцелела. И дивилась вся земля, следя за зверем, и поклонились дракону, который дал власть зверю,
4 и поклонились зверю, говоря: кто подобен зверю сему? и кто может сразиться с ним?
5 И даны были ему уста, говорящие гордо и богохульно, и дана ему власть действовать сорок два месяца.
6 И отверз он уста свои для хулы на Бога, чтобы хулить имя Его, и жилище Его, и живущих на небе.
7 И дано было ему вести войну со святыми и победить их; и дана была ему власть над всяким коленом и народом, и языком и племенем.
8 И поклонятся ему все живущие на земле, которых имена не написаны в книге жизни у Агнца, закланного от создания мира.
9 Кто имеет ухо, да слышит.
10 Кто ведет в плен, тот сам пойдет в плен; кто мечом убивает, тому самому надлежит быть убиту мечом. Здесь терпение и вера святых.
11 И увидел я другого зверя, выходящего из земли; он имел два рога, подобные агнчим, и говорил как дракон.
12 Он действует перед ним со всею властью первого зверя и заставляет всю землю и живущих на ней поклоняться первому зверю, у которого смертельная рана исцелела;

Справа на гравюре изображён зверь с семью головами, одна из них сильно изогнута, что отображает исцелённую рану. Слева зверь в виде льва с бараньими рогами. Внизу толпится народ.
Вверху Бог с серпом. Рядом с ним три ангела: один также с серпом, другой с Т-образным крестом. Дюрер иллюстрирует Главу 14 Откровения:

14 И взглянул я, и вот светлое облако, и на облаке сидит подобный Сыну Человеческому; на голове его золотой венец, и в руке его острый серп.
15 И вышел другой Ангел из храма и воскликнул громким голосом к сидящему на облаке: пусти серп твой и пожни, потому что пришло время жатвы, ибо жатва на земле созрела.
16 И поверг сидящий на облаке серп свой на землю, и земля была пожата.
17 И другой Ангел вышел из храма, находящегося на небе, также с острым серпом.
18 И иной Ангел, имеющий власть над огнём, вышел от жертвенника и с великим криком воскликнул к имеющему острый серп, говоря: пусти острый серп твой и обрежь гроздья винограда на земле, потому что созрели на нем ягоды.
19 И поверг Ангел серп свой на землю, и обрезал виноград на земле, и бросил в великое точило гнева Божия.
20 И истоптаны ягоды в точиле за городом, и потекла кровь из точила даже до узд конских, на тысячу шестьсот стадий.

## 14. Вавилонская блудница

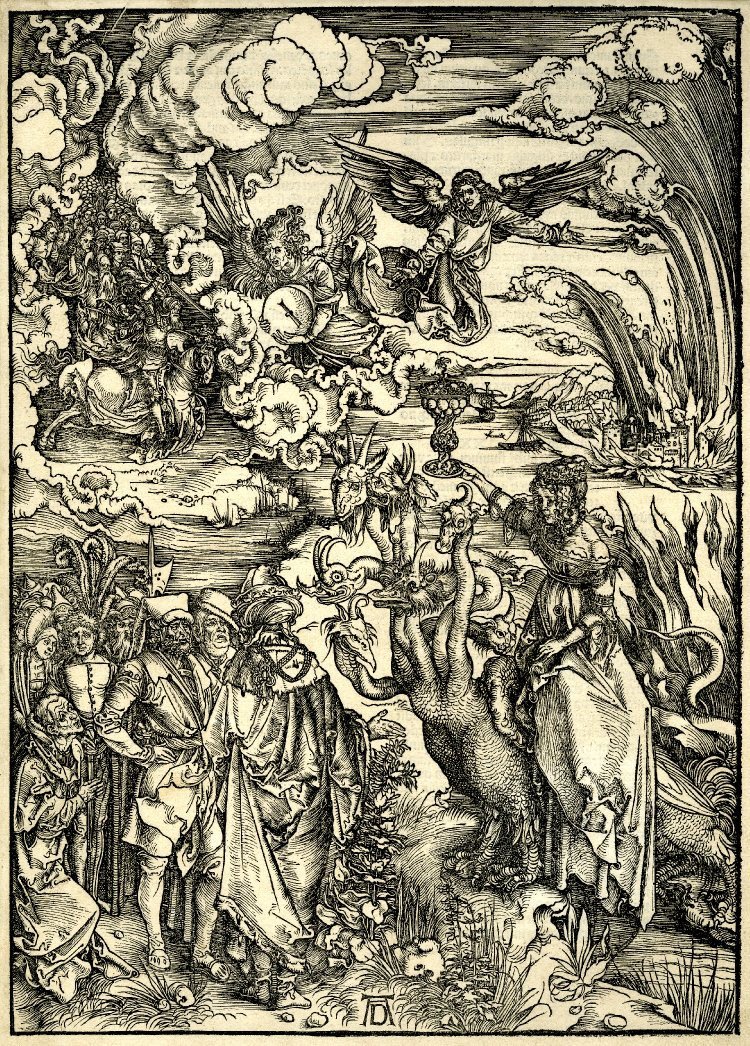
14. Вавилонская блудница. 1496—1497

На гравюре Дюрер иллюстрирует четыре фрагмента Откровения. Первый фрагмент из Главы 17:

1 И пришел один из семи Ангелов, имеющих семь чаш, и, говоря со мною, сказал мне: подойди, я покажу тебе суд над великою блудницею, сидящею на водах многих;
2 с нею блудодействовали цари земные, и вином её блудодеяния упивались живущие на земле.
3 И повел меня в духе в пустыню; и я увидел жену, сидящую на звере багряном, преисполненном именами богохульными, с семью головами и десятью рогами.
4 И жена облечена была в порфиру и багряницу, украшена золотом, драгоценными камнями и жемчугом, и держала золотую чашу в руке своей, наполненную мерзостями и нечистотою блудодейства её;

Справа изображена в венецианских одеждах элегантная молодая женщина — вавилонская блудница, восседающая на звере с семью головами. В руке у неё золотая чаша работы нюрнбергского ювелира. Слева Дюрер поместил персонажей с первой гравюры серии.
Вверху гравюры справа изображён пожар, так иллюстрирован фрагмент Главы 18 Откровения:

8 За то в один день придут на неё казни, смерть и плач и голод, и будет сожжена огнём, потому что силен Господь Бог, судящий её.

Вверху гравюры в центре изображён ангел, иллюстрирующий фрагмент Главы 18 Откровения:

21 И один сильный Ангел взял камень, подобный большому жернову, и поверг в море, говоря: с таким стремлением повержен будет Вавилон, великий город, и уже не будет его.

В левом верхнем углу гравюры в обрамлении облаков иллюстрирован фрагмент Главы 19 Откровения:

11 И увидел я отверстое небо, и вот конь белый, и сидящий на нем называется Верный и Истинный, Который праведно судит и воинствует.
12 Очи у Него как пламень огненный, и на голове Его много диадим. Он имел имя написанное, которого никто не знал, кроме Его Самого.
13 Он был облечен в одежду, обагренную кровью. Имя Ему: «Слово Божие».
14 И воинства небесные следовали за Ним на конях белых, облеченные в виссон белый и чистый.

Большинство исследователей полагают, что под Вавилонской блудницей подразумевался Рим. Они основывают свой вывод на следующих цитатах: «Семь голов суть семь гор, на которых сидит жена» (Глава 17, 9); «Жена же, которую ты видел, есть великий город, царствующий над земными царями.» (Глава 17, 18)

## 15. Низвержение Сатаны в бездну и Новый Иерусалим

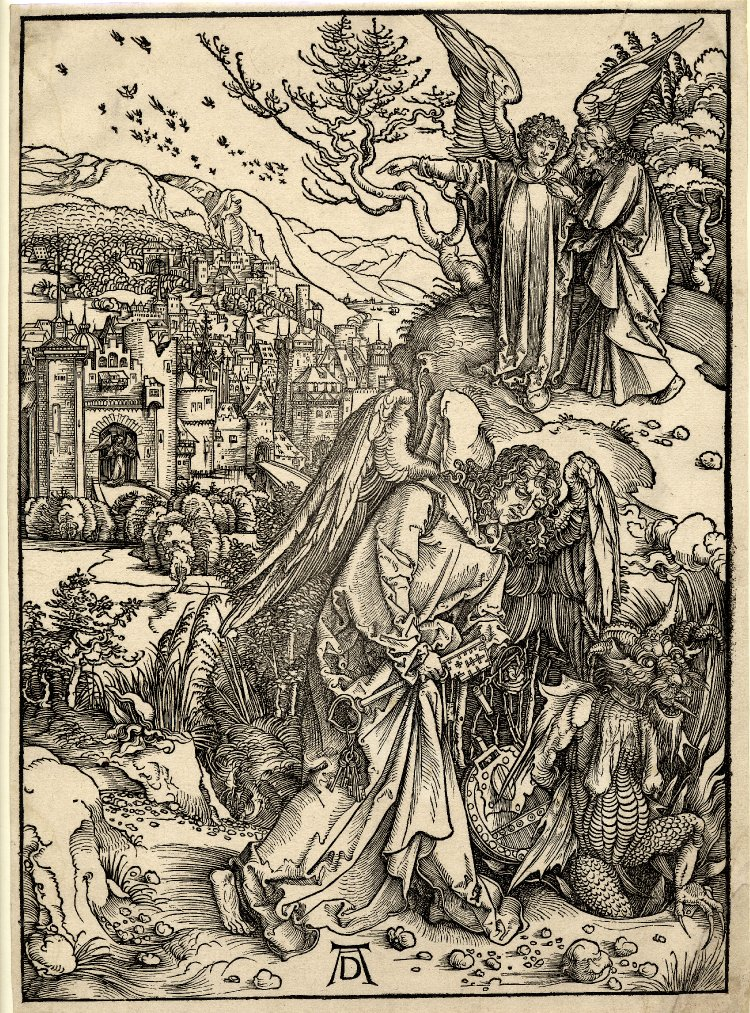
15. Низвержение Сатаны в бездну и Новый Иерусалим. 1497—1498

На гравюре Дюрер иллюстрирует два фрагмента Откровения. Первый фрагмент из Главы 20:

1 И увидел я Ангела, сходящего с неба, который имел ключ от бездны и большую цепь в руке своей.
2 Он взял дракона, змия древнего, который есть диавол и сатана, и сковал его на тысячу лет,
3 и низверг его в бездну, и заключил его, и положил над ним печать, дабы не прельщал уже народы, доколе не окончится тысяча лет; после же сего ему должно быть освобожденным на малое время.

В центре гравюры изображён Ангел с большой связкой ключей, среди которых выделяется ключ от бездны. Левой рукой Ангел держит цепь, закреплённую на шее чешуйчатого дракона, у которого высунут язык. Через мгновение дракон будет низвергнут в бездну и ход в неё закроют железной крышкой.
Верхняя часть гравюры иллюстрирует фрагмент из Главы 21:

1 И увидел я новое небо и новую землю, ибо прежнее небо и прежняя земля миновали, и моря уже нет.
2 И я, Иоанн, увидел святый город Иерусалим, новый, сходящий от Бога с неба, приготовленный как невеста, украшенная для мужа своего.
3 И услышал я громкий голос с неба, говорящий: се, скиния Бога с человеками, и Он будет обитать с ними; они будут Его народом, и Сам Бог с ними будет Богом их.
4 И отрет Бог всякую слезу с очей их, и смерти не будет уже; ни плача, ни вопля, ни болезни уже не будет, ибо прежнее прошло.

На вершине холма ангел показывает Иоанну Новый Иерусалим, вход в который охраняет другой ангел. В качестве Нового Иерусалима Дюрер изобразил современный ему немецкий город.